# 伊特奈姆
伊特奈姆（法語：Ittenheim，法語發音：[itənaim] ⓘ）是法国下莱茵省的一个市镇，属于萨韦尔讷区。

## 地理
伊特奈姆（48°36'15"N, 7°35'40"E）面积6.71 平方千米，位于法国大東部大區下莱茵省，该省份为法国大陆部分最东部的省份，是阿尔萨斯的一部分，今与上莱茵省组成了阿尔萨斯欧洲集体，其南至上莱茵省，西南接孚日省和默尔特-摩泽尔省，西接摩泽尔省，北与德国接壤。
与伊特奈姆接壤的市镇（或旧市镇、城区）包括：于尔蒂盖姆、阿赫奈姆、布勒斯克维凯尔桑、丹格桑、菲尔德奈姆、昂德斯许安、奥贝尔斯沙埃福尔桑、奥斯托芬、什蒂蔡姆-奥弗奈姆。
伊特奈姆的时区为UTC+01:00、UTC+02:00（夏令时）。

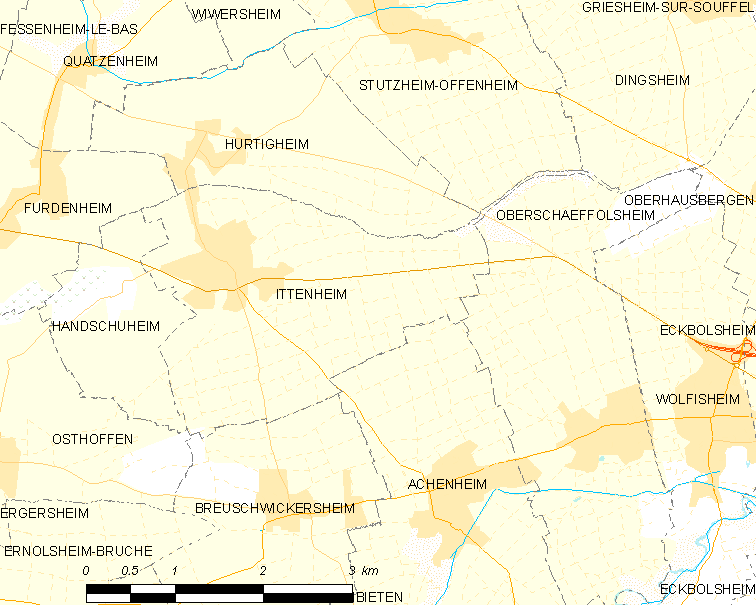
伊特奈姆的OSM定位图

## 行政
伊特奈姆的邮政编码为67117，INSEE市镇编码为67226。

## 政治
伊特奈姆所属的省级选区为布克斯维莱尔县。

## 人口

1962-2008年间伊特奈姆人口变化图示

伊特奈姆于2022年1月1日时的人口数量为2081人。